# مسجد أوتشالي
مسجد أوتشالي هو مسجد من المساجد في أوتشالي، باشكورتوستان، روسيا.
بُني المسجد عام 1994م، وفيه مئذنة عالية وقبة، وتُزين جدرانه آيات من القرآن الكريم، وفيه دورات للغة العربية والعلوم الإسلامية.